# Берестівська сільська рада (Липоводолинський район)
Бере́стівська сільська́ ра́да — колишній орган місцевого самоврядування в Липоводолинському районі Сумської області. Адміністративний центр — село Берестівка.

## Загальні відомості
- Населення ради: 952 особи (станом на 2001 рік)

## Населені пункти
Сільській раді були підпорядковані населені пункти:
- с. Берестівка
- с. Яловий Окіп

## Склад ради
Рада складалася з 14 депутатів та голови.
- Голова ради: Яковенко Анатолій Іванович
- Секретар ради: Палажченко Людмила Іванівна

### Керівний склад попередніх скликань
| Прізвище, ім'я, по батькові | Основні відомості                                                 | Дата обрання | Дата звільнення |
| --------------------------- | ----------------------------------------------------------------- | ------------ | --------------- |
| Слатвицька Лідія Петрівна   | Сільський голова, 1953 року народження, позапартійна              | 26.03.2006   | 31.10.2010      |
| Яковенко Анатолій Іванович  | Сільський голова, 1958 року народження, освіта вища, безпартійний | 31.10.2010   |                 |

Примітка: таблиця складена за даними сайту Верховної Ради України